# Prislop, Sibiu
Prislop este un sat în comuna Rășinari din județul Sibiu, Transilvania, România.

## Imagini

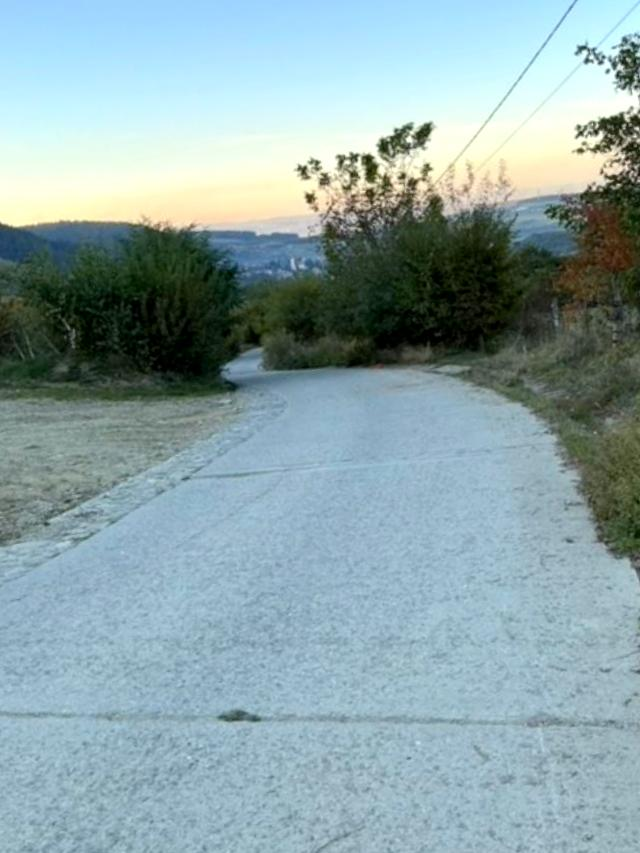
Drumul spre satul Prislop
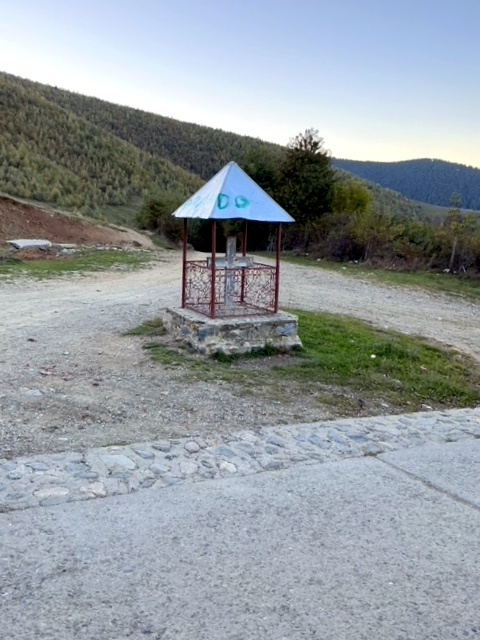
Troița
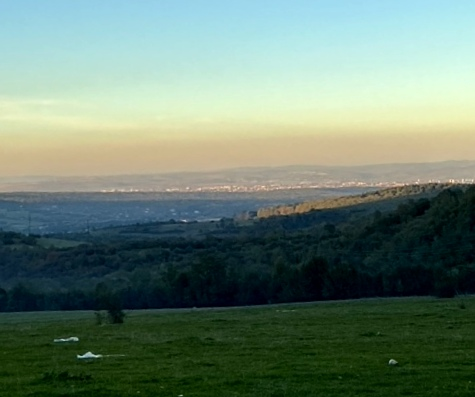
Sibiul în depărtare
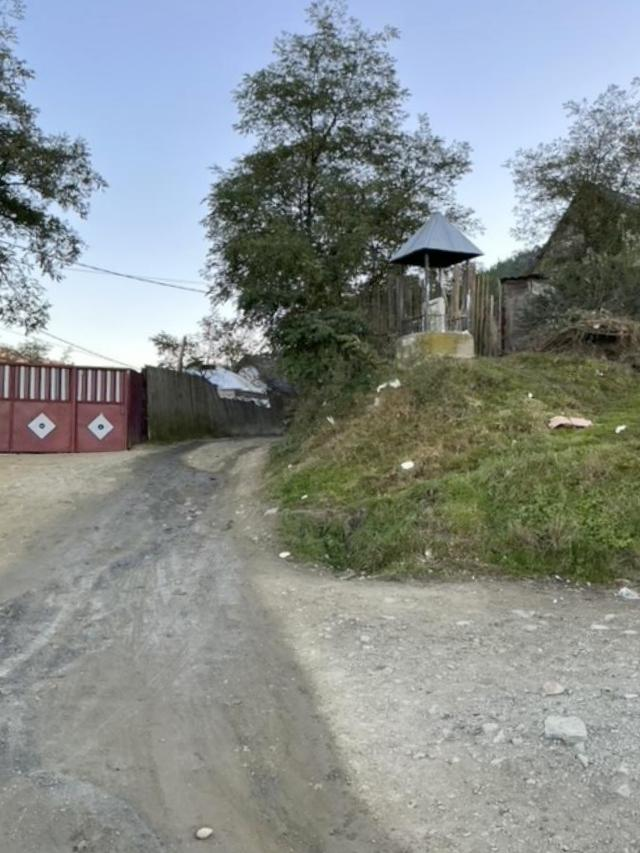
Intrarea în localitate
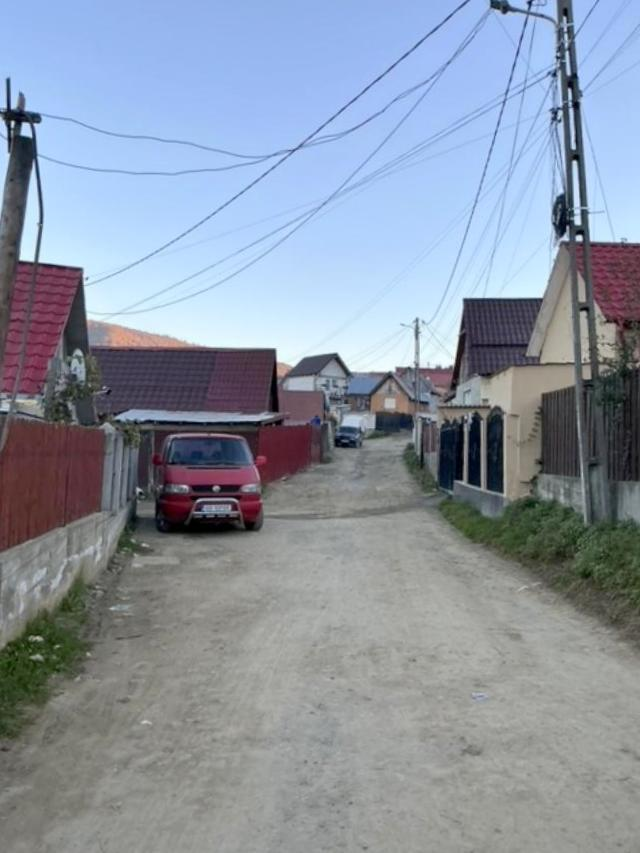
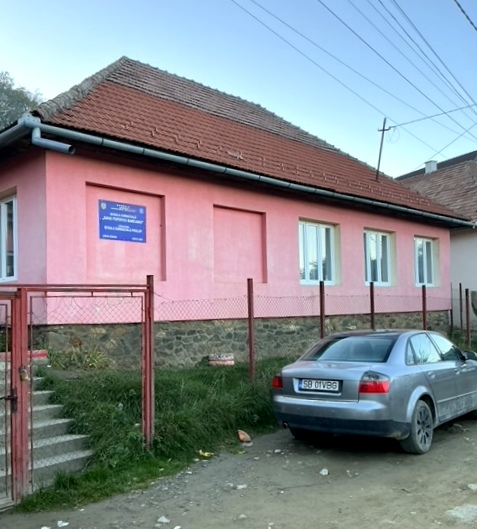
Școala primară
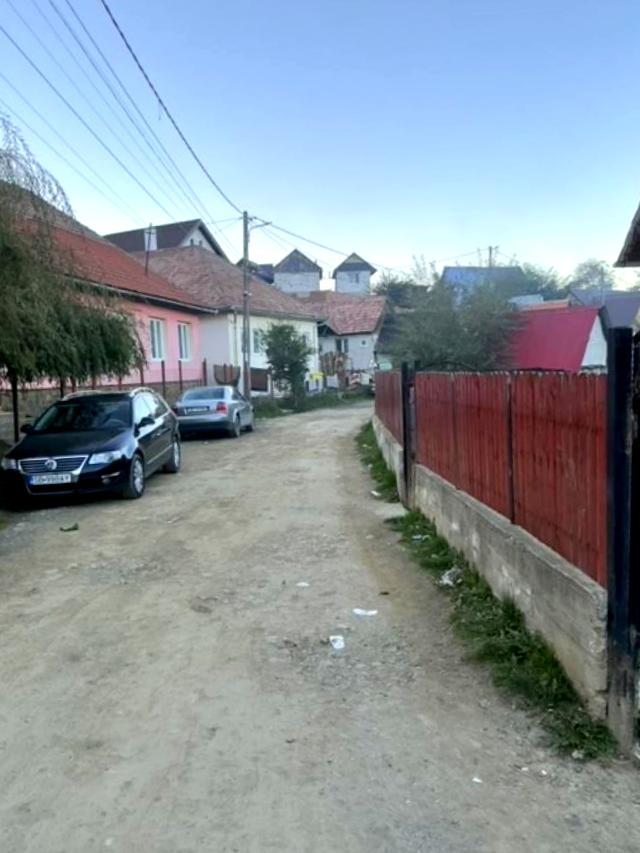
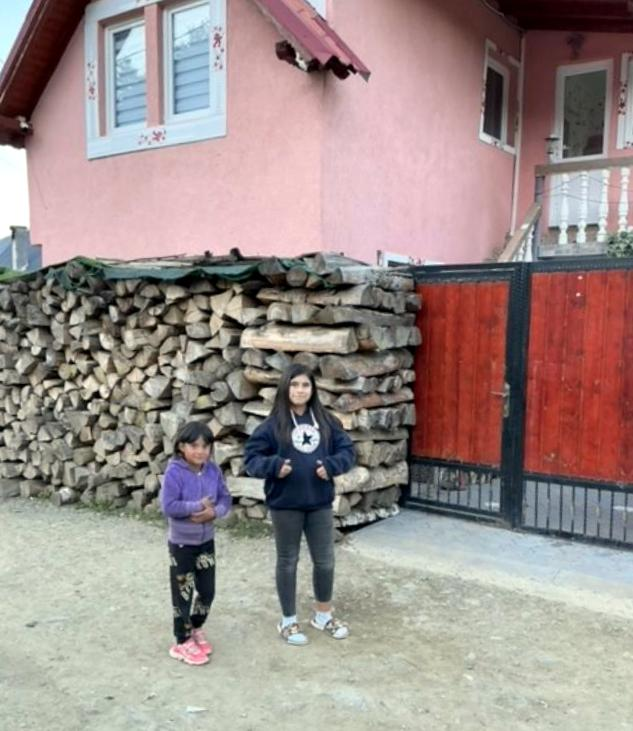
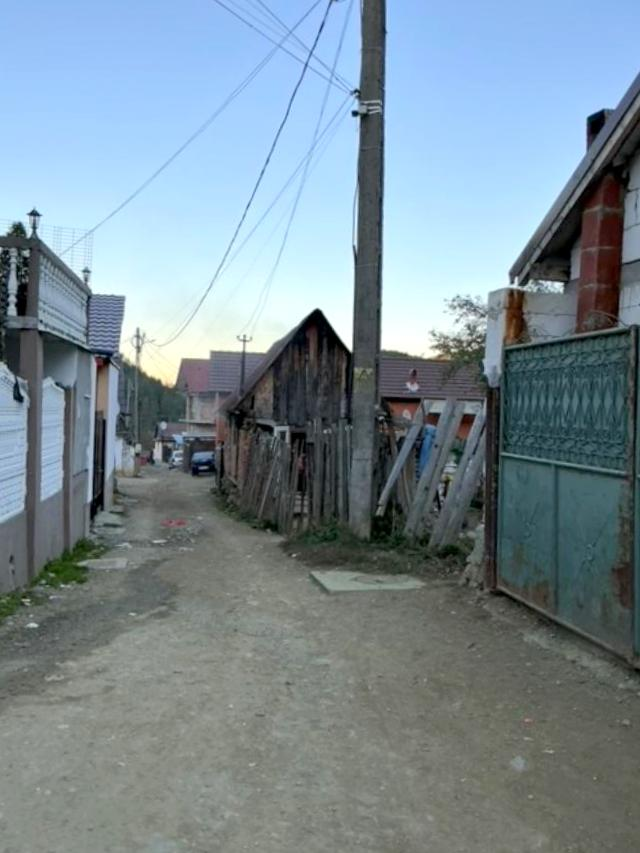
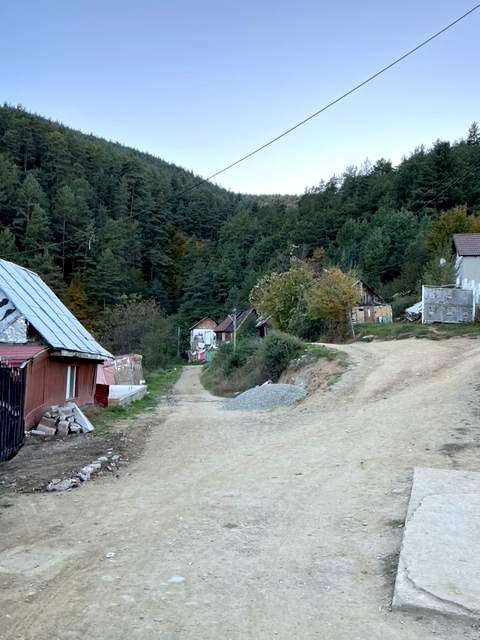
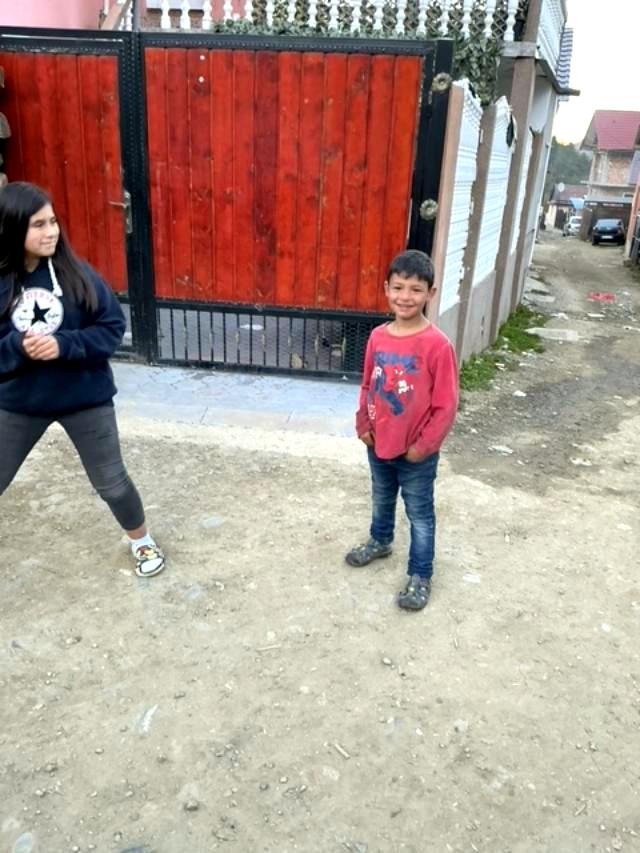
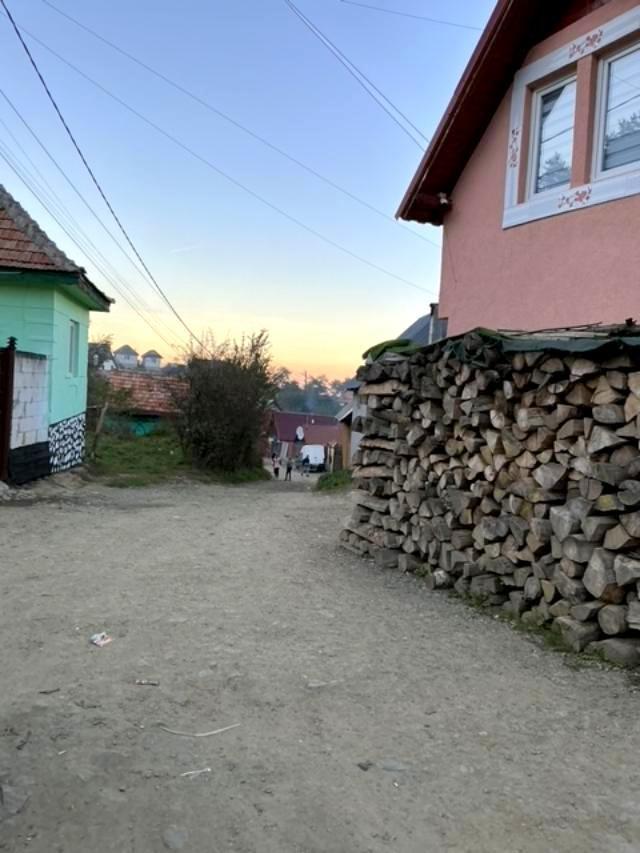
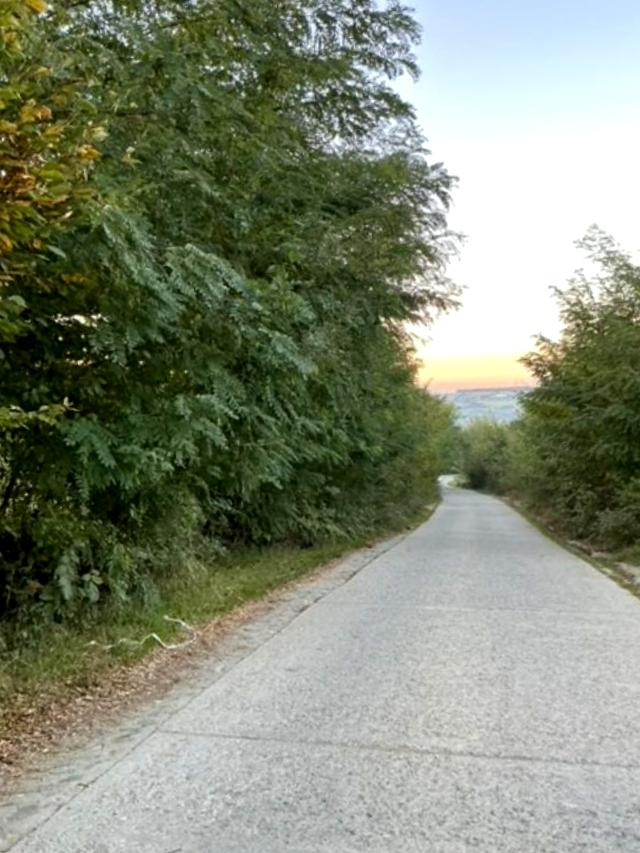
Drumul spre satul Prislop
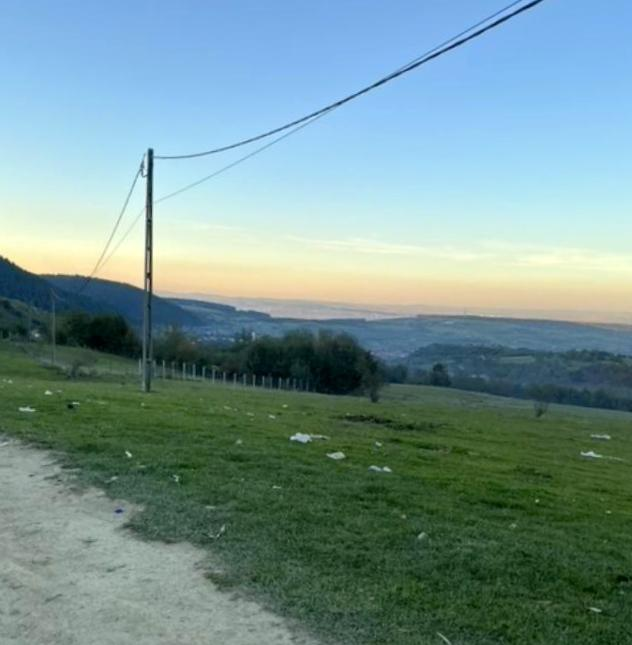
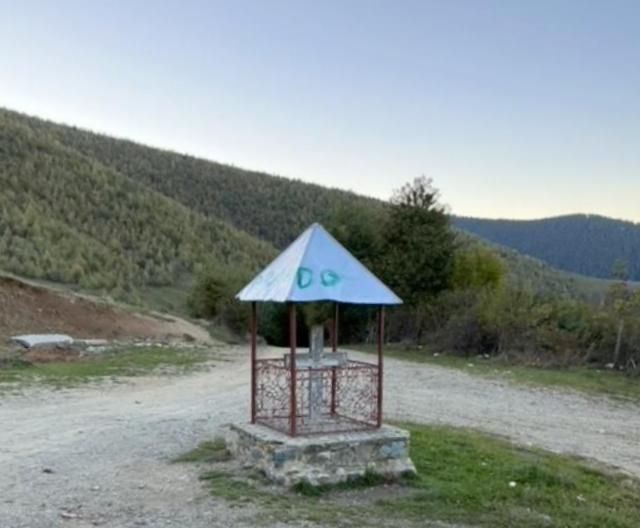